# Varennes (Québec)
Varennes è un comune del Canada, situato nella provincia del Québec, nella regione di Montérégie.